# Choisy-le-Roi

Położenie Choisy-le-Roi w ramach aglomeracji paryskiej

Choisy-le-Roi – miejscowość i gmina we Francji, w regionie Île-de-France, w departamencie Dolina Marny. Przez miejscowość przepływa Sekwana.
Według danych na rok 1990 gminę zamieszkiwało 34 068 osób, a gęstość zaludnienia wynosiła 6274 osób/km² (wśród 1287 gmin regionu Île-de-France Choisy-le-Roi plasuje się na 64. miejscu pod względem liczby ludności, natomiast pod względem powierzchni na miejscu 647.).